# Comuna Bobrîk Perșîi, Liubașivka
Bobrîk Perșîi (în ucraineană Бобрик Перший) este o comună în raionul Liubașivka, regiunea Odesa, Ucraina, formată din satele Arcepîtivka, Bobrîk Druhîi, Bobrîk Perșîi (reședința) și Ianîșivka.

## Demografie
Componența lingvistică a comunei Bobrîk Perșîi
     Ucraineană (95,62%)
     Română (2,27%)
     Rusă (1,52%)
     Alte limbi (0,1%)
Conform recensământului din 2001, majoritatea populației comunei Bobrîk Perșîi era vorbitoare de ucraineană (95,62%), existând în minoritate și vorbitori de română (2,27%) și rusă (1,52%).